# Jorge Guerra (actor peruano)
Jorge Ernesto Guerra Wiesse (Lima, 3 de julio de 1998) es un actor peruano, conocido por interpretar a Jaime «Jimmy» Gonzales en la serie de televisión peruana Al fondo hay sitio.

## Biografía

### Primeros años y educación
Jorge Ernesto Guerra Wiesse nació el 3 de julio de 1998 en la capital peruana Lima. Vivió su infancia y adolescencia en La Punta, distrito de la Provincia Constitucional del Callao, y desde su corta edad, demostró interés por la actuación. Realizó sus cursos escolares en el Colegio Santa María Marianistas.
No fue hasta el año 2017, cuando Guerra realizó talleres en el Centro Cultural de la Pontificia Universidad Católica del Perú, siendo sus profesores los actores, el estadounidense Adrian Alita y el peruano Pietro Sibille. También hizo un taller con Roberto Ángeles. En 2020 y 2021, siguió talleres en línea en el Stella Adler Acting Studio, uno de ellos para trabajar monólogos de William Shakespeare y otro para «analizar y poner en práctica las bases del método actoral de ese estudio».

### Carrera actoral
En 2019, hizo su debut actoral al protagonizar la película La bronca con el rol de Roberto. Según los directores de la película Daniel y Diego Vega, al interpretar la película, Guerra no contaba con experiencia ni formación actoral profesional, pero aun así fue escogido por su parecido físico con el personaje en la vida real y porque «él venía con lo que necesita el papel de manera innata». En 2020 coprotagonizó el cortometraje Sumisa de Matilde León.
Tras realizar cortometrajes para la Universidad Católica del Perú y la Universidad de Lima, en 2022 debutó en el teatro protagonizando las obras Vive y La enfermedad de la juventud. En junio de ese mismo año, debutó en la televisión al participar en la novena temporada de la serie Al fondo hay sitio personificando a Jaime «Jimmy» Gonzales en su versión adulta, siendo el tercer actor en interpretar al personaje.

## Créditos

### Cine
| Título    | Año  | Rol       | Notas             |
| --------- | ---- | --------- | ----------------- |
| La bronca | 2019 | Roberto   | Rol protagónico   |
| Sumisa    | 2020 | Sebastián | Rol coprotagónico |

### Teatro
| Título                       | Año  | Rol            | Notas             |
| ---------------------------- | ---- | -------------- | ----------------- |
| Vive                         | 2022 |                | Rol protagónico   |
| La enfermedad de la juventud | 2022 |                | Rol coprotagónico |
| Romeo y Julieta              | 2023 | Romeo Montesco | Rol protagónico   |
| Hamlet                       | 2023 |                | Rol principal     |
| Boys                         | 2024 | Mark           | Rol principal     |

### Televisión
| Título             | Año           | Rol                           | Notas         |
| ------------------ | ------------- | ----------------------------- | ------------- |
| Al fondo hay sitio | 2022–presente | Jaime «Jimmy» Gonzales Flores | Rol principal |

## Nominaciones
| Premio        | Año  | Categoría                    | Nominación a                      | Resultado | Ref.   |
| ------------- | ---- | ---------------------------- | --------------------------------- | --------- | ------ |
| Premios Fama  | 2019 | Mejor actor de cine nacional | Él mismo (por La bronca)          | Nominado  | [ 10 ] |
| Premios Luces | 2019 | Mejor actor de cine          | Él mismo (por La bronca)          | Nominado  | [ 11 ] |
| Premios Luces | 2022 | Mejor actor de televisión    | Él mismo (por Al fondo hay sitio) | Nominado  | [ 12 ] |